# Venceslas Ier de Zator

Venceslas Ier de Zator (polonais : Wacław I Zatorski; né vers 1415/1418 – † vers 1465 avant le 29 juillet 1468), fit duc d'Oświęcim entre 1434 et 1445 conjointement avec ses frères comme corégents puis duc de Zator de 1445 jusqu'à sa mort.

## Biographie
Venceslas est le fils ainé du duc Casimir Ier d'Oświęcim et de son épouse  Anne, fille du duc Henri VIII de Żagań. À l'époque de la mort de son père en 1434 Venceslas Ier est suffisamment âgé pour assumer par lui-même le gouvernement du duché et pour assurer la régence pour ses jeunes frères Przemysław et Jean IV.
Pour des raisons inconnues, il n'assiste pas à l'assemblée de Będzin le 15 octobre 1434, au cours de laquelle sont entre autres définis les frontières entre Petite-Pologne et la Silésie; ce qui plus d'autant plus surprenant que sa belle-mère Margueritte d'Oppeln-Ratibor est présente. Toutefois, cela ne signifie pas que le duc d'Oswiecim évitent les contacts avec la Pologne, car déjà le 6 octobre 1438 à Toszek ils s'est engagé soutenir la candidature du roi Casimir IV de Pologne au trône de Bohême, bien qu'au moins deux autres ducs de Silésie sont également candidats à cette même couronne. En récompense de  son soutien Casimir IV fait don à Venceslas Ier et à ses frères du duché de Zator.
Le 9 février 1440 le châtelain Dziersław z Rytwian effectue une expédition militaire contre les ducs d'Oswiecim, destiné probablement à leur rappeler l'engagement de Toszek. La surprise de Venceslas Ier et ses frères est totale et les  forces polonaises réussissent à prendre Zator pratiquement sans résistance. La paix est finalement conclue le 26 octobre. Selon les termes du traité, Zator retourne aux ducs de Oswiecim, en échange de quoi Dziersław z Rytwian reçoit la ville la forteresse polonaise de Barwald. Une nouvelle étape est franchie le 8 janvier 1441, quand Venceslas est obligé de prêter l'Hommage féodal au roi de Pologne et qu'il doit consentir une réduction de son pouvoir au sein du gouvernement du duché en faveur de ses jeunes frères.
Le règne conjoint des fils de  Casimir Ier sur Oświęcim se termine le 19 janvier 1445, quant à la demande du duc Nicolas V de Krnov, le duché est partager en trois parts: Jean IV prend Oświęcim, Przemysław obtient Toszek et Venceslas Ier reçoit le duché de Zator. On ne connait pas la raison pour laquelle Venceslas, le fils ainé, n'obtient pas la capitale du duché et doit se contenter de la petite cité Zator capitale du duché de Zator.
En tant que duc de Zator, Venceslas continue à mener une politique de rapprochement  envers la Pologne, en dépit du fait qu'il est encore officiellement un vassal du royaume de Bohême. En 1448, Venceslas promet de soutenir les efforts polonais pour défendre les frontières du pays. Cinq ans plus tard, Venceslas et son frère Jean IV proposent secrètement leurs services militaires au roi. La relation informelle entre le duc de Zator et la couronne de Pologne a été confirmé en 1456 quand Venceslas Ier a rend l'hommage féodal au roi Casimir IV. Cet engagement n'est seulement rendu public qu'en 1462 lors de l'Assemblée de Głogów.
La date exacte de la mort de Venceslas Ier est inconnue Son lieu d'inhumation est lui aussi inconnu.

## Union et postérité
Venceslas épouse Maria Kopczowska († vers 1468), une noble originaire du duché de Siewierz fille d'un certain Urban. Selon le chroniqueur  Jan Długosz, cette union non dynastique exceptionnelle parmi les ducs de Silésie et les membres de la dynastie des Piast serait liée à un mariage d'amour. Ils ont sept enfants:
- Casimir II
- Venceslas II
- Jean V
- Ladislas
- Sophie (†  vers 1466)
- Katharina (†  vers 1466)
- Agnès (†  après le 21 octobre 1465).

## Source de la traduction
- (en) Cet article est partiellement ou en totalité issu de l’article de Wikipédia en anglais intitulé « Wenceslaus I of Zator » (voir la liste des auteurs).